# Mébar
Pour les articles homonymes, voir Mébar (homonymie).
Mébar est une localité située dans le département de Diébougou de la province de la Bougouriba dans la région Sud-Ouest au Burkina Faso. En 2006, cette localité comptait 907 habitants dont 51,3 % de femmes.

## Santé et éducation
Le centre de soins le plus proche de Mébar est le centre médical avec antenne chirurgicale (CMA) de la province à Diébougou.
Le village possède une école primaire publique.